# 슈렉 5
"슈렉 5"(영어: Shrek 5)는 2027년 개봉 예정인 미국의 판타지 코미디 애니메이션 영화이다. 영화 《슈렉》 시리즈의 다섯 번째 작품이다.